# Chimantaea
Chimantaea es un género de plantas perteneciente a la familia de las asteráceas.
Comprende 10 especies descritas y de estas, solo 9  aceptadas.

## Taxonomía
El género fue descrito por Maguire, Steyerm. & Wurdack y publicado en Memoirs of the New York Botanical Garden 9: 428. 1957.

## Lista de especies
- Chimantaea acopanensis Steyerm.
- Chimantaea cinerea (Gleason & S.F.Blake) "Maguire, Steyerm. & Wurdack"
- Chimantaea eriocephala "Maguire, Steyerm. & Wurdack"
- Chimantaea espeletoidea "Maguire, Steyerm. & Wurdack"
- Chimantaea huberi Steyerm.
- Chimantaea humilis "Maguire, Steyerm. & Wurdack"
- Chimantaea lanocaulis "Maguire, Steyerm. & Wurdack"
- Chimantaea mirabilis "Maguire, Steyerm. & Wurdack"
- Chimantaea rupicola "Maguire, Steyerm. & Wurdack"